# Triều Tiên thuộc Nhật
Triều Tiên thuộc Nhật (tiếng Nhật: 大日本帝国 (朝鮮), Dai Nippon Teikoku (Chōsen)) là giai đoạn bán đảo Triều Tiên trong thời kỳ Đế quốc Nhật Bản cai trị, được bắt đầu kể từ khi Nhật Bản ép vua Thuần Tông ký Hiệp định sáp nhập toàn bộ Triều Tiên vào lãnh thổ Nhật Bản (Nhật–Triều Tịnh Hợp điều ước hay còn gọi là Điều ước Sáp nhập - người Triều Tiên ngày nay coi đó là "quốc sỉ"). Hiệp ước này chính thức có hiệu lực vào năm 1910 khi Hoàng đế Thuần Tông của Đế quốc Đại Hàn tuyên bố thoái vị, chấm dứt triều đại Triều Tiên cai trị trong vòng hơn 520 năm. Giai đoạn này kết thúc khi Đế quốc Nhật Bản đầu hàng khối Đồng Minh trong Thế chiến II.
Trong thời gian này, các cuộc phong trào, khởi nghĩa giành độc lập đã nổ ra liên tục trong những năm 1919 đến năm 1939 với những sự kiện như lớn như: Sự kiện Yoon Bong-gil, Phong trào 1 tháng 3, Bí mật của Hán Thành,... và sự tồn tại, lần lượt ra đời của các đảng phái, chính phủ như Chính phủ lâm thời Đại Hàn Dân Quốc, Ủy ban Nhân dân Lâm thời Bắc Triều Tiên, Đảng Cộng sản Triều Tiên, Triều Tiên Quang phục Hội, Cao Ly Cộng sản đảng, Đại Hàn Quốc dân Đảng, Triều Tiên Quốc dân Đảng, Đảng Lao động Triều Tiên,...
Sau khi Nhật Bản đầu hàng vào năm 1945, Liên Xô và Hoa Kỳ tiếp quản bán đảo Triều Tiên (kết quả của Hội nghị Yalta), đặt ranh giới quân sự tại vĩ tuyến 38 trên bán đảo này.

## Thuật ngữ
Tại Hàn Quốc, thời kỳ này thường được mô tả là "thời kỳ Nhật cưỡng chế cai trị (tiếng Hàn: 일제 강점기; Hanja: 日帝强占期; Romaja: Ilje Gangjeom-gi; Hán-Việt: Nhật đế cưỡng chiếm kỳ). Các thuật ngữ khác, mặc dù thường được coi là lỗi thời, bao gồm "Thời kỳ Nhật đế" (tiếng Hàn: 일제시대; Hanja: 日帝時代; Romaja: Ilje Sidae; Hán-Việt: Nhật đế thời đại), "Thời kỳ Nhật đế đen tối" (tiếng Hàn: 일제암흑기; Hanja: 日帝暗黑期; Romaja: Ilje Amheuk-gi; Hán-Việt: Nhật đế ám hắc kỳ), "thời kỳ thực dân Nhật Bản" (tiếng Hàn: 일제 식민 통치 시대; Hanja: 日帝植民統治時代; Romaja: Ilje Sikmin Tongchi Sidae; Hán-Việt: Nhật đế thực dân thống trị thời đại), và "Wae (tiếng Nhật) uy chính" (tiếng Hàn: 왜정; Hanja: 倭政; Romaja: Wae-jeong).
Tại Nhật Bản, thuật ngữ "Chōsen (Triều Tiên) thời kỳ thuộc Nhật" (日本統治時代の朝鮮 (Nhật Bản thống trị thời đại Triều Tiên) Nippon Tōchi-jidai no Chōsen) đã được sử dụng.

## Lịch sử

### Bối cảnh

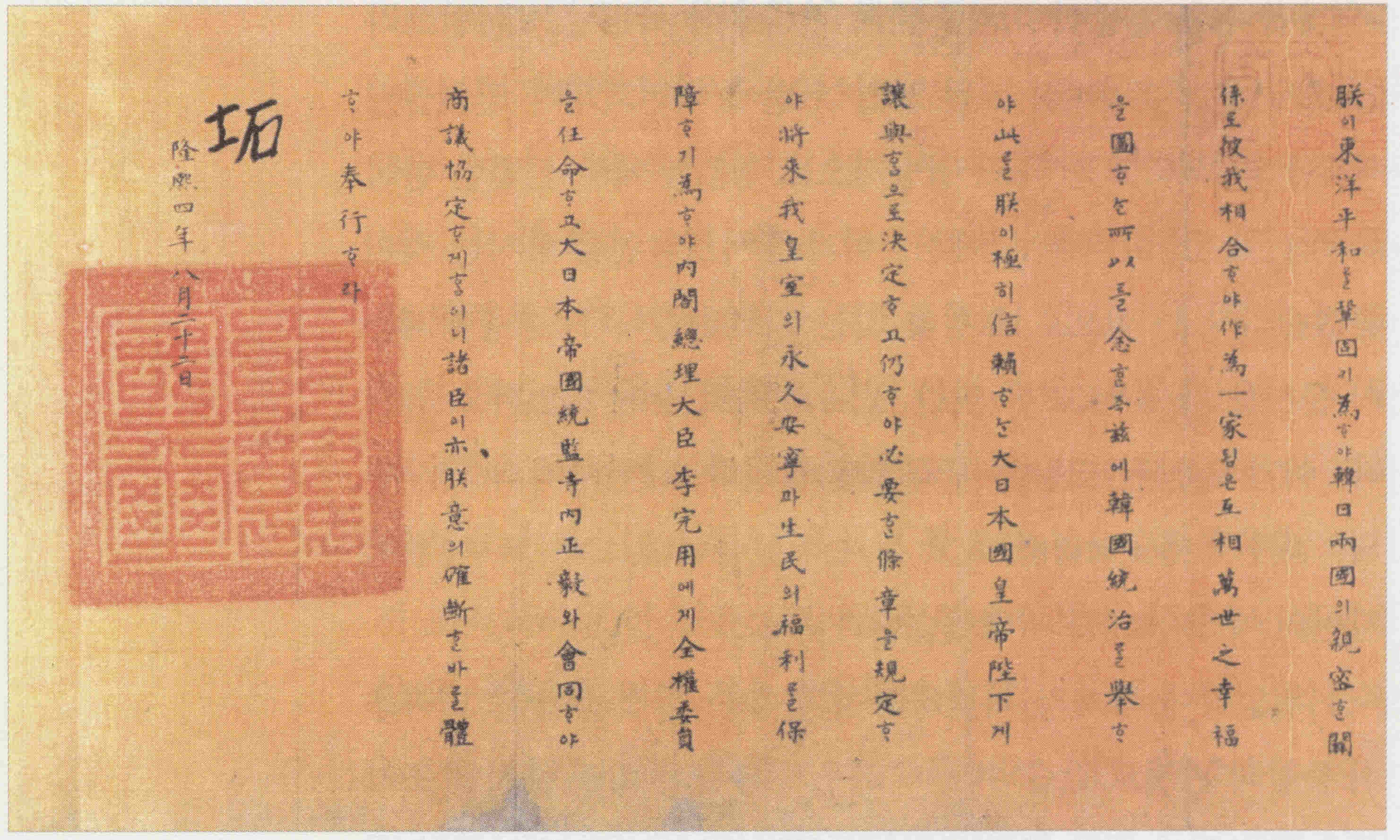
Quyền ủy quyền chung cho Lee Wan-yong được niêm phong và ký tên, bởi vị hoàng đế cuối cùng Thuần Tông (李坧) vào ngày 22 tháng 8 năm 1910 (융희4년; 隆熙4年)

Vào tháng 5 năm 1910, Bộ trưởng Lục quân Nhật Bản, Terauchi Masatake, đã được giao một nhiệm vụ hoàn thiện sự kiểm soát của Nhật Bản đối với Triều Tiên sau hiệp ước trước đó (Hiệp ước Nhật–Triều năm 1904 và Hiệp ước Nhật–Triều năm 1907) đã biến Triều Tiên thành một nước bảo hộ của Nhật Bản và đã thiết lập quyền bá chủ của Nhật Bản về chính trị trong nước của Triều Tiên. Vào ngày 22 tháng 8 năm 1910, Nhật Bản sáp nhập Triều Tiên một cách hiệu quả với Hiệp ước Nhật–Triều năm 1910 được ký kết bởi tổng lý đại thần Ye Wanyong và Terauchi Masatake, người trở thành Tổng đốc Nhật Bản đầu tiên của Triều Tiên.
Hiệp ước có hiệu lực cùng ngày và được công bố một tuần sau đó. Hiệp ước quy định:
- Điều 1: Hoàng đế Triều Tiên thừa nhận hoàn toàn và chắc chắn toàn bộ chủ quyền của mình đối với toàn bộ lãnh thổ Triều Tiên đối với Thiên hoàng Nhật Bản.
- Điều 2: Thiên hoàng Nhật Bản chấp nhận sự nhượng bộ được nêu trong bài viết trước và đồng ý sáp nhập Triều Tiên vào Đế quốc Nhật Bản.

Cả hai hiệp ước bảo hộ và thôn tính đều được tuyên bố là vô hiệu trong Hiệp ước về quan hệ cơ bản giữa Nhật Bản và Hàn Quốc năm 1965.

### Nhật Bản sáp nhập
Năm 1910, Đế quốc Nhật Bản hoàn toàn thôn tính Triều Tiên bằng Hiệp ước sáp nhập Nhật–Triều. Tuy tính pháp lý của hiệp ước vẫn được phía Nhật Bản xác nhận, nói chung nó không được thừa nhận tại Triều Tiên bởi vị Hoàng đế Triều Tiên không ký kết vào văn bản này theo yêu cầu cần thiết và sự vi phạm vào thỏa ước quốc tế về những áp lực từ bên ngoài liên quan tới các hiệp ước. Triều Tiên bị Nhật Bản cai quản dưới cái gọi là Tổng đốc Nhật Bản cho tới khi họ đầu hàng không điều kiện trước các lực lượng Đồng Minh, ngày 15 tháng 8 năm 1945, với chủ quyền de facto đã được chuyển từ nhà Triều Tiên sang Chính phủ Lâm thời Đại Hàn Dân Quốc.
Các mạng lưới vận tải và viễn thông kiểu châu Âu đã được thiết lập trên khắp đất nước. Đây là điều kiện tốt cho công cuộc khai thác của Nhật Bản, nhưng sự hiện đại hóa mang lại rất ít nếu không nói là không mang lại gì cho người dân Triều Tiên, mà chỉ chủ yếu phục vụ cho các nhu cầu thương mại của Nhật Bản, và những biện pháp quản lý trung ương hóa chặt chẽ của họ. Người Nhật đã phế bỏ hệ thống triều đình Triều Tiên, phá hủy Cung điện Triều Tiên, và sửa đổi hệ thống thuế của Triều Tiên nhằm chiếm đoạt đất đai của người nông dân, xuất khẩu sản phẩm nông nghiệp Triều Tiên sang Nhật Bản gây ra nạn đói tại Triều Tiên; và đưa ra nhiều biện pháp dã man gồm cả ám sát những người từ chối trả thuế tại các tỉnh; bắt buộc lao động nô lệ trên các công trình xây dựng đường sá, hầm mỏ và các nhà máy tại Triều Tiên. Sau đó, Nhật Bản còn mở rộng thêm nữa lao động nô lệ Triều Tiên tại Nhật Bản và những vùng lãnh thổ họ chiếm đóng bằng cách đưa lao động nô lệ tới các vùng đó.

### Xâm nhập
Sau khi Hoàng đế Triều Tiên Cao Tông qua đời tháng 1 năm 1919, với tin đồn về sự đầu độc, những cuộc tuần hành đòi độc lập chống lại những kẻ xâm lược Nhật Bản diễn ra trên khắp cả nước ngày 1 tháng 3 năm 1919 (Phong trào mồng 1 tháng 3 (Samil)). Phong trào này đã bị đàn áp bằng vũ lực và khoảng 7.000 người đã bị cảnh sát và binh lính Nhật giết hại. Một con số ước tính 2 triệu người đã tham gia vào các cuộc tuần hành hòa bình, ủng hộ giải phóng. (Những ghi chép của Nhật Bản đưa ra con số chưa tới nửa triệu người). Nhiều tín đồ Thiên chúa giáo Triều Tiên, gồm toàn bộ làng Jeam-ri, đã bị đóng đinh hay bị thiêu sống tại các nhà thờ khi họ đấu tranh cho sự độc lập của Triều Tiên. Phong trào này một phần có ảnh hưởng từ bài diễn văn năm 1919 của Tổng thống Mỹ Woodrow Wilson, tuyên bố ủng hộ quyền tự quyết và sự chấm dứt quyền cai quản thuộc địa của người châu Âu. Wilson không đưa ra lời bình luận nào về nền độc lập của Triều tiên, có lẽ một phái ủng hộ Nhật Bản tại Hoa Kỳ tìm cách mở những con đường thương mại vào Trung Quốc qua bán đảo Triều Tiên.

### Chính phủ lâm thời
Chính phủ Lâm thời Đại Hàn Dân Quốc đã được thành lập tại Thượng Hải, Trung Quốc, sau Phong trào mùng 1 tháng 3, chính phủ này phối hợp với các phong trào giải phóng và kháng chiến trong nước chống lại sự kiểm soát của Nhật Bản. Một số thắng lợi của Chính phủ Lâm thời gồm Trận Chingshanli năm 1920 và cuộc phục kích vào giới lãnh đạo quân sự Nhật tại Trung Quốc năm 1932. Chính phủ Lâm thời được coi là chính phủ trên danh nghĩa của nhân dân Triều Tiên trong giai đoạn từ 1919 đến 1948, và tính hợp pháp của nó đã được ghi nhận trong lời mở đầu Hiến pháp Hàn Quốc.

### Nổi dậy
Những cuộc nổi dậy chống Nhật Bản sau đó, như cuộc nổi dậy toàn quốc của sinh viên tháng 11 năm 1929, đã dẫn tới việc tăng cường quản lý quân sự năm 1931. Sau khi Chiến tranh Trung-Nhật năm 1937 và Chiến tranh thế giới thứ hai bùng nổ Nhật Bản đã tìm cách tiêu diệt sự hiện diện của Triều Tiên với tư cách một quốc gia. Việc thờ cúng tại các miếu thờ Shinto Nhật Bản trở thành bắt buộc. Chương trình học được sửa đổi triệt để để loại trừ việc dạy học bằng tiếng Triều Tiên và lịch Triều Tiên. Sự tiếp nối của văn hóa Triều Tiên bắt đầu bị coi là bất hợp pháp. Văn hóa và kinh tế Triều Tiên đã bị hủy hoại đáng kể. Ngôn ngữ Triều Tiên bị cấm đoán và người Triều Tiên bị buộc phải chấp nhận những cái tên Nhật Bản. Nhiều đồ vật thủ công văn hóa Triều Tiên bị phá hủy hay bị đưa sang Nhật Bản. Tới ngày nay, những đồ thủ công giá trị của Triều Tiên thường hiện diện trong các bảo tàng Nhật Bản hay nằm trong những bộ sưu tập cá nhân. Báo chí bị cấm xuất bản bằng tiếng Triều Tiên và việc nghiên cứu lịch sử Triều Tiên cũng bị cấm đoán tại các trường đại học, sách sử Triều Tiên bị đốt, phá hủy hay bị cấm đoán. Theo một cuộc điều tra do Chính phủ Hàn Quốc tiến hành, 75.311 tài sản văn hóa đã bị chiếm đoạt khỏi Triều Tiên. Nhật Bản sở hữu 34.369, Hoa Kỳ 17.803.
Một số người Triều Tiên đã rời bán đảo Triều Tiên tới Mãn Châu và Primorsky Krai. Người Triều Tiên tại Mãn Châu đã thành lập những nhóm kháng chiến được gọi là Dongnipgun (Quân đội Độc lập) họ thường xuyên xâm nhập qua biên giới Triều Tiên-Trung Quốc, tiến hành chiến tranh du kích với các lực lượng Nhật Bản. Những đội quân du kích đã tập hợp với nhau trong thập niên 1940 để trở thành Quân đội Giải phóng Triều Tiên và đội quân này đã tham gia vào hoạt động đồng minh tại Trung Quốc và nhiều khu vực ở Đông Nam Á. Hàng chục nghìn người Triều Tiên cũng đã gia nhập Quân đội Giải phóng Nhân dân và Quân đội Cách mạng Quốc gia.

### Chiến tranh thế giới thứ hai
Trong Thế chiến thứ II, người Triều Tiên đã bị buộc phải ủng hộ Nhật Bản. Hàng chục nghìn nam giới bị bắt tham gia quân đội Nhật Bản. Khoảng 200.000 cô gái và phụ nữ, chủ yếu từ Triều Tiên và Trung Quốc, bị bắt làm việc như những nô lệ tình dục, theo lối nói hoa mỹ là "phụ nữ giải khuây".

### Độc lập và chia cắt
Sau khi thả bom nguyên tử xuống hai thành phố Hiroshima và Nagasaki, và lực lượng Liên Xô sắp tràn vào bán đảo Triều Tiên, Nhật Bản đã đầu hàng lực lượng Đồng minh vào ngày 15 tháng 8 năm 1945, chấm dứt 35 năm Nhật Bản chiếm đóng.
Các lực lượng Mỹ dưới quyền Tướng John R. Hodge đã đến phần phía nam của Bán đảo Triều Tiên vào ngày 8 tháng 9 năm 1945, trong khi Quân đội Liên Xô và một số Cộng sản Triều Tiên đã đóng quân ở phía bắc của Bán đảo Triều Tiên. Đại tá Hoa Kỳ Dean Rusk đã đề xuất với Chischakov, nhà quản lý quân sự Liên Xô của Bắc Triều Tiên, rằng Triều Tiên nên được chia cắt tại vĩ tuyến 38. Đề xuất này được đưa ra tại một cuộc họp khẩn cấp để xác định phạm vi ảnh hưởng sau chiến tranh, dẫn đến chia cắt Triều Tiên.
Sau khi Triều Tiên giải phóng khỏi ách thống trị của Nhật Bản, "Lệnh khôi phục tên" được ban hành vào ngày 23 tháng 10 năm 1946 bởi Chính quyền quân sự quân đội Hoa Kỳ tại Hàn Quốc phía nam vĩ tuyến 38, cho phép người Hàn Quốc khôi phục tên của họ nếu họ muốn. Nhiều người Triều Tiên tại Nhật Bản đã chọn giữ lại tên tiếng Nhật của mình, để tránh sự phân biệt đối xử, hoặc sau đó, để đáp ứng các yêu cầu nhập tịch với tư cách là công dân Nhật Bản.

## Phân cấp hành chính
| Đạo                  | Hangul   | Romaja            | Kanji    | Romaji         | Thủ phủ            | Hangul   | Romaja         | Kanji    | Romaji       | Diện tích (km²) | Phủ | Quận | Đảo | Diện |
| -------------------- | -------- | ----------------- | -------- | -------------- | ------------------ | -------- | -------------- | -------- | ------------ | --------------- | --- | ---- | --- | ---- |
| Kinh Kỳ đạo          | 경기도   | Gyeonggi-do       | 京畿道   | Keiki Do       | Kinh Thành phủ     | 경성부   | Gyeongseong-bu | 京城府   | Keijō Fu     | 12.821          | 2   | 20   | 0   | 249  |
| Trung Thanh Bắc đạo  | 충청북도 | Chungcheongbuk-do | 忠清北道 | Chūsei-hoku Do | Thanh Châu phủ     | 청주부   | Cheongju-bu    | 清州府   | Seishū Fu    | 7.418           | 0   | 10   | 0   | 110  |
| Trung Thanh Nam đạo  | 충청남도 | Chungcheongnam-do | 忠清南道 | Chūsei-nan Do  | Đại Điền phủ       | 대전부   | Daejeon-bu     | 大田府   | Taiden Fu    | 8.106           | 0   | 14   | 0   | 175  |
| Toàn La Bắc đạo      | 전라북도 | Jeollabuk-do      | 全羅北道 | Zenra-hoku Do  | Toàn Châu phủ      | 전주부   | Jeonju-bu      | 全州府   | Zenshū Fu    | 8.552           | 0   | 14   | 0   | 188  |
| Toàn La Nam đạo      | 전라남도 | Jeollanam-do      | 全羅南道 | Zenra-nan Do   | Quang Châu phủ     | 광주부   | Gwangju-bu     | 光州府   | Kōshū Fu     | 13.887          | 1   | 21   | 0   | 268  |
| Khánh Thượng Bắc đạo | 경상북도 | Gyeongsangbuk-do  | 慶尚北道 | Keishō-hoku Do | Đại Khưu phủ       | 대구부   | Daegu-bu       | 大邱府   | Taikyū Fu    | 18.989          | 1   | 22   | 1   | 272  |
| Khánh Thượng Nam đạo | 경상남도 | Gyeongsangnam-do  | 慶尚南道 | Keishō-nan Do  | Phủ Sơn phủ        | 부산부   | Busan-bu       | 釜山府   | Fusan Fu     | 12.305          | 2   | 19   | 1   | 257  |
| Hoàng Hải đạo        | 황해도   | Hwanghae-do       | 黄海道   | Kōkai Do       | Hải Châu phủ       | 해주부   | Haeju-bu       | 海州府   | Kaishū Fu    | 16.738          | 0   | 17   | 0   | 226  |
| Bình An Nam đạo      | 평안남도 | Pyeongannam-do    | 平安南道 | Heian-nan Do   | Bình Nhưỡng phủ    | 평양부   | Pyeongyang-bu  | 平壤府   | Heijō Fu     | 14.939          | 2   | 14   | 0   | 165  |
| Bình An Bắc đạo      | 평안북도 | Pyeonganbuk-do    | 平安北道 | Heian-hoku Do  | Tân Nghĩa Châu phủ | 신의주부 | Sineuiju-bu    | 新義州府 | Shingishū Fu | 28.444          | 1   | 19   | 0   | 193  |
| Giang Nguyên đạo     | 강원     | Gangwon-do        | 江原道   | Kōgen Do       | Xuân Xuyên phủ     | 춘천부   | Chuncheon-bu   | 春川府   | Shunsen Fu   | 26.263          | 0   | 21   | 0   | 178  |
| Hàm Kính Nam đạo     | 함경남도 | Hamgyeongnam-do   | 咸鏡南道 | Kankyō-nan Do  | Hàm Hưng phủ       | 함흥부   | Hamheung-bu    | 咸興府   | Kankō Fu     | 31.978          | 1   | 16   | 0   | 141  |
| Hàm Kính Bắc đạo     | 함경북도 | Hamgyeongbuk-do   | 咸鏡北道 | Kankyō-hoku Do | Thanh Tân phủ      | 청진부   | Cheongjin-bu   | 羅南府   | Ranan Fu     | 20.347          | 1   | 11   | 0   | 81   |

Các đơn vị hành chính của Triều Tiên thuộc Nhật gồm có:
- đạo (도, do, 道, dō)
- phủ (부, bu, 府, fu)
- quận (군, gun, 郡, kun)
- đảo (섬, seom, 島, shima)
- diện (면, myeon, 面, men)

## Kinh tế
Trong thời kỳ thuộc Nhật, Nhật Bản đã tiến hành xây dựng kinh tế bao gồm cả việc xây dựng cơ sở hạ tầng trên Bán đảo Triều Tiên. Nhưng đồng thời, Nhật Bản bắt đầu tịch thu đất của nông dân Bắc Triều Tiên và chuyển quyền sở hữu cho nông dân Nhật Bản di cư sang Triều Tiên. Từ năm 1912 đến 1937, GDP của Triều Tiên tăng trưởng với tốc độ hàng năm là 4,2%, vượt qua Tây Âu và Nhật Bản. Thương mại nước ngoài của nó chiếm 39,46% nhập khẩu vào Vương quốc Anh vào năm 1911, tiếp theo là Đại Thanh (Trung Quốc), Hoa Kỳ, Đức, Đông Ấn Hà Lan Ấn Độ và Nga, với lượng xuất khẩu nhiều nhất sang Đại Thanh, chiếm 54,79%:227.
Trong những ngày đầu của Nhật Bản sáp nhập Triều Tiên, nền kinh tế Triều Tiên đã suy yếu. Để kích thích nền kinh tế, chính phủ Nhật Bản đã miễn trừ nó trong 10 năm thuế thu nhập cá nhân.

### Tiền tệ
Tiền tệ của Triều Tiên thời bấy giờ là Yên Triều Tiên và tỷ giá hối đoái tương đương với Yên Nhật.

### Xã hội

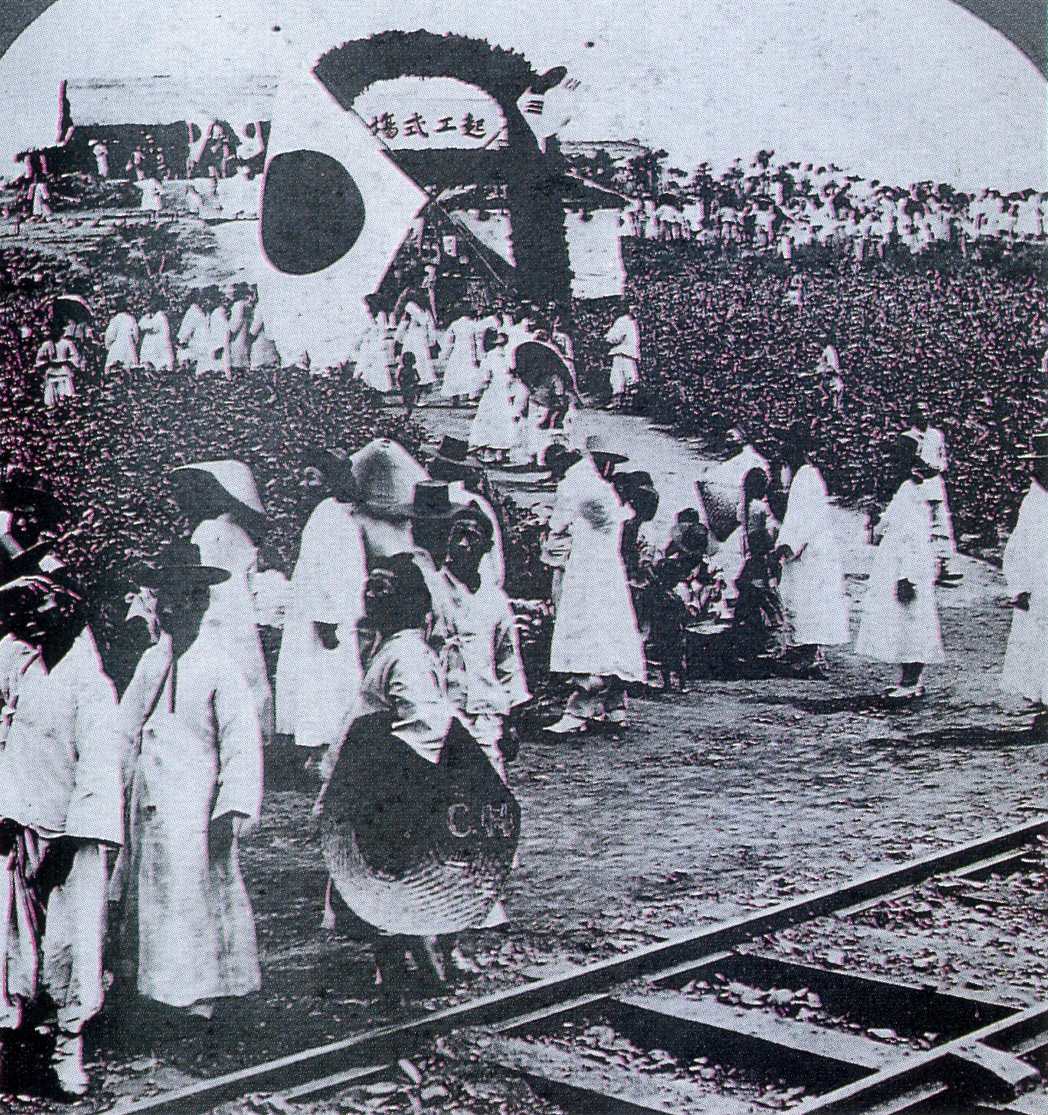
Khởi công xây dựng tuyến đường sắt Seoul–Busan
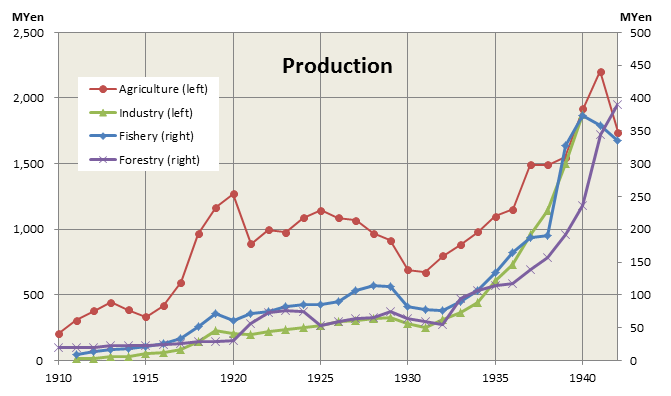
Sản xuất trong thời kỳ thuộc Nhật
Công nghiệp hóa thời kỳ thuộc Nhật Bản
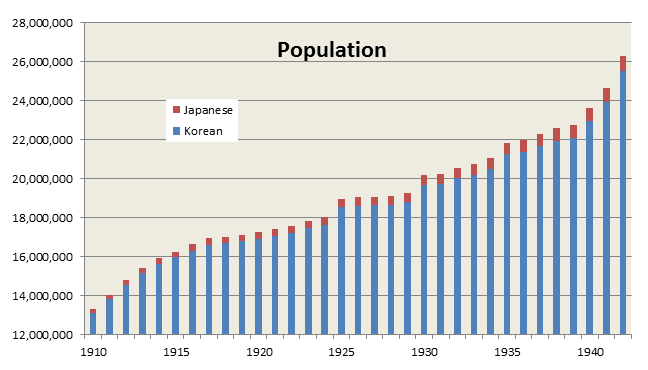
Dân số thời kỳ thuộc Nhật
Số dặm đường sắt thời kỳ thuộc Nhật
Viễn thông thời kỳ thuộc Nhật

Nhật Bản xây dựng đường sắt, bệnh viện, trường học, v.v ở Triều Tiên. Số trường tiểu học đã tăng từ 100 trước khi sáp nhập lên 4.271 vào năm 1943. Dân số tăng từ 13,13 triệu vào năm 1910 lên 25,53 triệu vào năm 1942. Tỷ lệ biết chữ tại Triều Tiên là 10% vào năm 1910 và tăng lên 65% vào năm 1936. Vị thế của Triều Tiên là Baekjeong và tiện dân đã bị bãi bỏ.

## Dân số
| Đạo             | Diện tích (km²) | Dân số (người) | Dân số (người)      | Dân số (người)      | Dân số (người)      | Dân số (người)       | Dân số (người)       | Dân số (người)       | Dân số (người) | Mật độ dân số (người/km²) |
| Đạo             | Diện tích (km²) | Triều Tiên     | Chính quốc Nhật Bản | Thuộc địa Nhật khác | Thuộc địa Nhật khác | Quốc tịch nước ngoài | Quốc tịch nước ngoài | Quốc tịch nước ngoài | Tổng số        | Mật độ dân số (người/km²) |
| Đạo             | Diện tích (km²) | Triều Tiên     | Chính quốc Nhật Bản | Karafuto            | Đài Loan            | Trung Hoa Dân Quốc   | Mãn Châu Quốc        | Khác                 | Tổng số        | Mật độ dân số (người/km²) |
| --------------- | --------------- | -------------- | ------------------- | ------------------- | ------------------- | -------------------- | -------------------- | -------------------- | -------------- | ------------------------- |
| Gyeonggi        | 12.816,91       | 2.277.999      | 160.569             | 5                   | 16                  | 12.363               | 210                  | 529                  | 2.451.691      | 191                       |
| Chungcheong Bắc | 7.418,69        | 950.207        | 8.653               | 0                   | 1                   | 600                  | 17                   | 12                   | 959.490        | 129                       |
| Chungcheong Nam | 8.097,32        | 1.498.440      | 26.529              | 0                   | 1                   | 1.824                | 8                    | 23                   | 1.526.825      | 189                       |
| Jeolla Bắc      | 8.529,18        | 1.570.186      | 34.861              | 1                   | 0                   | 2.119                | 19                   | 50                   | 1.607.236      | 188                       |
| Jeolla Nam      | 13.881,12       | 2.462.467      | 44.697              | 0                   | 1                   | 1.087                | 26                   | 68                   | 2.508.346      | 181                       |
| Gyeongsang Bắc  | 18.986,29       | 2.517.239      | 44.602              | 0                   | 3                   | 1.337                | 9                    | 61                   | 2.563,251      | 135                       |
| Gyeongsang Nam  | 12.307,93       | 2.153.675      | 93.400              | 0                   | 0                   | 1.036                | 60                   | 57                   | 2.248.228      | 183                       |
| Hwanghae        | 16.734,47       | 1.650.539      | 20.155              | 0                   | 4                   | 3.397                | 86                   | 33                   | 1.674.214      | 100                       |
| Pyongan Nam     | 14.929,92       | 1.421.887      | 41.868              | 7                   | 2                   | 5.152                | 472                  | 243                  | 1.469.631      | 98                        |
| Pyongan Bắc     | 28.440,88       | 1.659.447      | 24.619              | 9                   | 11                  | 17.118               | 9.017                | 131                  | 1.710.352      | 60                        |
| Gangwon         | 26.266,17       | 1.590.448      | 14.013              | 0                   | 0                   | 742                  | 44                   | 27                   | 1.605.274      | 61                        |
| Hamgyong Nam    | 31.988,28       | 1.663.373      | 51.227              | 13                  | 2                   | 6.002                | 844                  | 215                  | 1.721.676      | 54                        |
| Hamgyong Bắc    | 20.343,56       | 792.195        | 53.812              | 137                 | 7                   | 5.786                | 773                  | 114                  | 852.824        | 42                        |
| Tổng số         | 220.740,72      | 22.208.102     | 619.005             | 172                 | 48                  | 58.563               | 11.585               | 1.563                | 22.899.038     | 104                       |

| Đạo             | Dân số (người)     | Dân số (người) | Dân số (người) | Dân số (người) | Dân số (người) | Dân số (người) | Dân số (người) |
| Đạo             | Trung Hoa Dân Quốc | Mãn Châu Quốc  | Hoa Kỳ         | Anh            | Liên Xô        | Khác           | Tổng số        |
| --------------- | ------------------ | -------------- | -------------- | -------------- | -------------- | -------------- | -------------- |
| Gyeonggi        | 12.363             | 210            | 201            | 82             | 59             | 187            | 13.102         |
| Chungcheong Bắc | 600                | 17             | 4              | 5              | 1              | 2              | 629            |
| Chungcheong Nam | 1.824              | 8              | 12             | 0              | 2              | 9              | 1.855          |
| Jeolla Bắc      | 2.119              | 19             | 47             | 1              | 0              | 2              | 2.188          |
| Jeolla Nam      | 1.087              | 26             | 54             | 10             | 4              | 0              | 1.181          |
| Gyeongsang Bắc  | 1.337              | 9              | 27             | 2              | 4              | 28             | 1.407          |
| Gyeongsang Nam  | 1.036              | 60             | 2              | 27             | 4              | 24             | 1.153          |
| Hwanghae        | 3.397              | 86             | 13             | 18             | 2              | 0              | 3.516          |
| Pyongan Nam     | 5.152              | 472            | 188            | 18             | 23             | 14             | 5.867          |
| Pyongan Bắc     | 17.118             | 9.017          | 87             | 20             | 14             | 10             | 26.266         |
| Gangwon         | 742                | 44             | 15             | 7              | 1              | 4              | 813            |
| Hamgyong Nam    | 6.002              | 844            | 17             | 102            | 3              | 93             | 7.061          |
| Hamgyong Bắc    | 5.786              | 773            | 9              | 6              | 27             | 72             | 6.673          |
| Tổng số         | 58.563             | 11.585         | 676            | 298            | 144            | 445            | 71.711         |

## Văn hóa

### Triển lãm

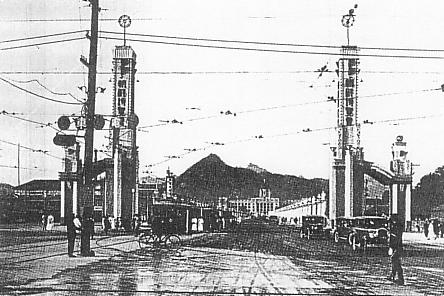
Triển lãm Chosun

Năm 1915, kỷ niệm 5 năm sự kiện kỷ niệm đầu tiên tại Triều Tiên cho các sản phẩm của Triều Tiên đã được tổ chức và năm 1929, Hội chợ triển lãm Triều Tiên được tổ chức dưới sự lãnh đạo của tổng đốc.

### Văn học
Tiểu thuyết Ddakjibon được xuất bản năm 1920, và việc đọc trở thành tác nhân quyết định cho việc phổ biến và hiện đại hóa trên Bán đảo Triều Tiên.

### Ẩm thực
Bắp cải Triều Tiên gà tây núi, tai đá, táo Gwangju và lê Daegu đã rất nổi tiếng tại Triều Tiên thời bấy giờ

### Thể thao
Sohn Kee-chung tham gia cuộc thi marathon Olympic Berlin với tư cách là đại diện của Nhật Bản và giành huy chương vàng.

### Truyền thông
Hiệp hội phát thanh truyền hình Triều Tiên thuộc Nhật là ở cả Nhật Bản và Triều Tiên phát sóng đài phát thanh có một.

## Đại chúng

### Người nổi tiếng
Sau khi bãi bỏ quy ước đặt tên ban đầu, Bắc Kinh bắt đầu lấy tên nữ là "Jōyō Kyōiku" tại lục địa Nhật Bản. (Sa Mi-ja, Kim Myŏng-ja, Lee Kyung-ja), Lee Mi-ja, Lee Min-ji, v.v.).

### Đồ uống
Bia Triều Tiên (nay là Hite Brewery) do Bia Dainippon đồng tài trợ và vốn địa phương được thành lập. Ngoài ra, công ty Kirin Bia Showa (nay là Oriental Brewery) cũng được thành lập. Hai công ty được đề cập ở trên làm cho bia Triều Tiên trở nên phổ biến.

### Gián điệp
Ở khu vực biên giới Triều Tiên với Liên Xô giữa sông Đồ Môn các cuộc tổ chức gián điệp giữa Liên Xô và Nhật Bản được diễn ra có tổ chức.

## Di sản
Nhiều người Triều Tiên trở thành nạn nhân trong sự tàn bạo của Nhật Bản trong thời kỳ thuộc địa. Dân làng Triều Tiên che giấu các chiến binh kháng chiến bị xử lý gay gắt, thường là xử tử tóm tắt, hiếp dâm, lao động cưỡng bức, và cướp bóc. Bắt đầu từ ngày 1 tháng 3 năm 1919, biểu tình chống Nhật tiếp tục lan rộng, và vì cảnh sát quốc gia và quân đội Nhật Bản không thể ngăn chặn đám đông, quân đội và thậm chí cả hải quân cũng được gọi đến. một số báo cáo về sự tàn bạo. Trong một trường hợp, cảnh sát Nhật Bản ở làng Jeam-ri, Hwaseong đã dồn mọi người vào một nhà thờ, nhốt nó và đốt nó xuống đất. Họ cũng bắn xuyên qua các cửa sổ đang cháy của nhà thờ để đảm bảo rằng không ai làm cho nó tồn tại. Nhiều người tham gia Phong trào 1 tháng 3 đã bị tra tấn và hành quyết.

## Đánh giá
Về vai trò của Nhật Bản tại Triều Tiên trong thời kỳ cai trị của Nhật Bản, đã có một cuộc tranh cãi lịch sử giữa Nhật Bản, Hàn Quốc và Bắc Triều Tiên.

## Danh sách tổng đốc
Dưới đây là danh sách tổng đốc Triều Tiên:
- Terauchi Masatake (1910–1916)
- Hasegawa Yoshimichi (1916–1919)
- Saitō Makoto (1919–1927, 1929–1931)
- Yamanashi Hanzō (1927–1929)
- Kazushige Ugaki (1927, 1931–1936)
- Jirō Minami (1936–1942)
- Kuniaki Koiso (1942–1944)
- Nobuyuki Abe (1944–1945)